# José Silva Peneda
José Albino da Silva Peneda GCIH (Matosinhos, São Mamede de Infesta, 6 de junho de 1950) é um político português e, desde abril de 2013, presidente do Conselho Geral da Universidade de Trás-os-Montes e Alto Douro.

## Carreira
Ocupou diversos cargos em governos portugueses. A 8 de Junho de 2010 foi agraciado com a Grã-Cruz da Ordem do Infante D. Henrique. Foi Presidente do Conselho Económico e Social (CES) entre 22 de dezembro de 2009 e 1 de maio de 2015, dia em que renunciou para assumir as funções de assessor do Presidente da Comissão Europeia, Jean-Claude Juncker. Foi o presidente da Comissão Organizadora do Dia de Portugal, em 10 de junho de 2013.
Foi um dos signatários da Petição em Defesa da Língua Portuguesa, contra o Acordo Ortográfico que foi implementado em Portugal.
Irmão do antigo Secretário de Estado Adjunto da Administração Interna, Juvenal da Silva Peneda, falecido no Porto a 6 de Janeiro de 2015.
Foi feito Membro do Conselho das Ordens Nacionais a 9 de Junho de 2016.